# Villa Nizzastraße 30 (Radebeul)
Die Villa Nizzastraße 30 liegt im Stadtteil Serkowitz der sächsischen Stadt Radebeul, auf einem Eckgrundstück zur Dr.-Schmincke-Allee. Sie wurde 1891/92 durch die ortsansässigen Baumeister Gebrüder Ziller auf eigene Kosten errichtet.

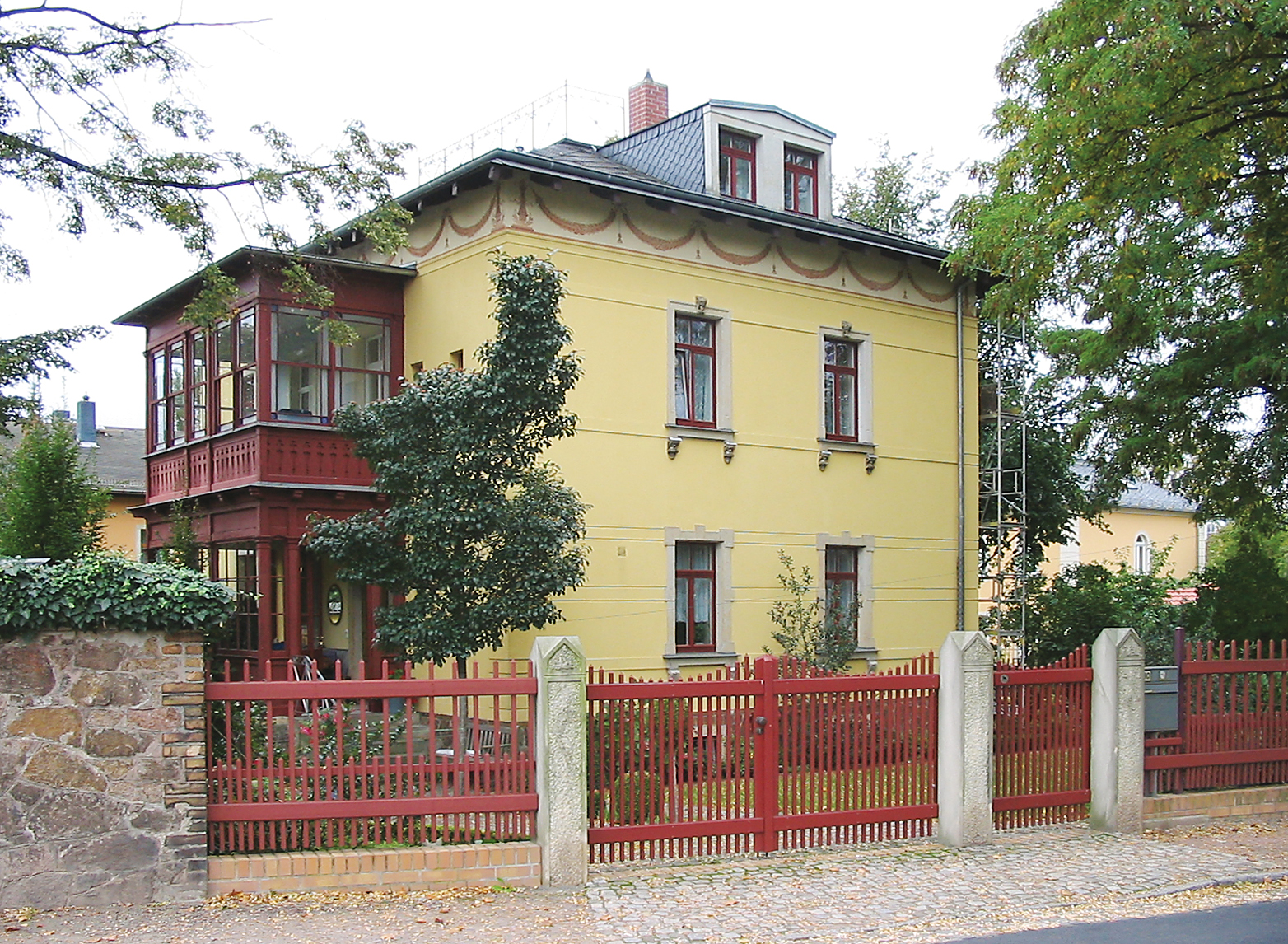
Villa Nizzastraße 30 (2009)

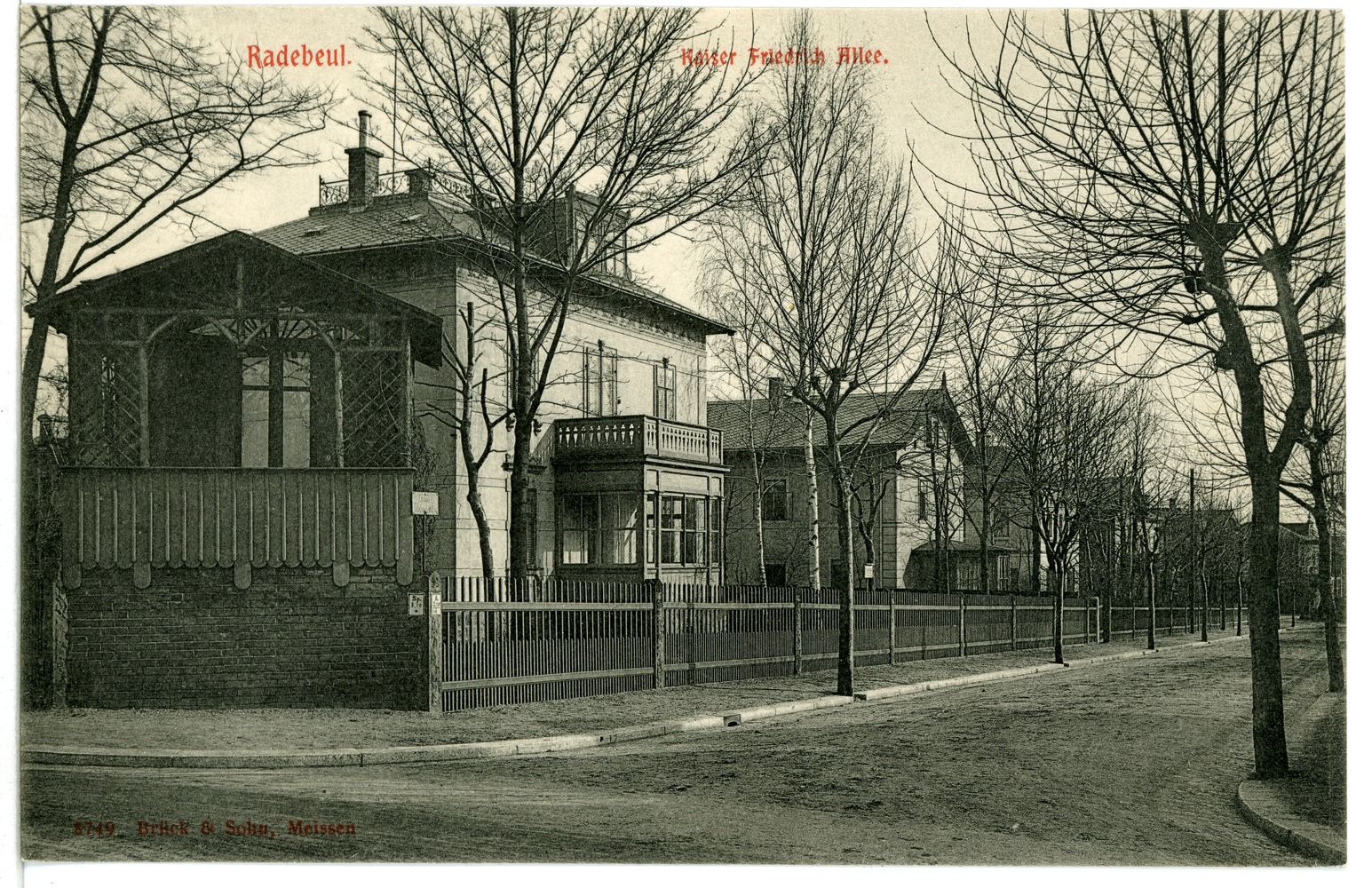
Villa Nizzastraße 30 (1907)

## Beschreibung
Die zweigeschossige, mit Einfriedung und Toreinfahrt unter Denkmalschutz stehende Villa hat eine Größe von drei zu zwei Fensterachsen. Der Putzbau mit Souterrain im Syenit-Bruchsteinsockel hat ein flaches, verschiefertes Walmdach mit Dachplattform und Gitter.
In der dreiachsigen Hauptansicht zur Dr.-Schmincke-Allee steht ein Mittelrisalit mit einer vorgesetzten, offenen Holzveranda mit Austritt obenauf, darüber im weit auskragenden Dach findet sich eine zweiachsige Dachgaube aus Sandstein mit Fußvoluten und Eckakroterien. In der Straßenansicht zur Nizzastraße befindet sich im Dach ebenfalls eine zweiachsige Sandstein-Gaube mit Dreiecksgiebel. In der linken Seitenansicht steht eine zweigeschossige, farbig verglaste Holzveranda; in dieser befindet sich auch der Eingang.
Die Fenster wurden durch reich verzierte und profilierte Sandsteingewände mit Schlusssteinen und Sohlbankkonsolen eingefasst, dazu die Fassade durch Putzbänder und Ecklisenen gegliedert. Der Kniestock wird durch Schabloniermalerei in Form von Festons (Ährengehänge) verziert.
Die Einfriedung ist ein erneuerter Holz-Staketenzaun zwischen Sandsteinpfeilern.